# Архелай (філософ)
Архелай — давньогрецький філософ, учитель Сократа, народився приблизно в 510 р. до. н. е поблизу Афін. Архелай походив із сім'ї дрібного ремісника. Він був прихильником натурфілософії.
Про його життя залишилось дуже мало відомостей, крім згадок у творах таких авторів, як Псевдо-Плутарх, Діоген Лаертський та Іполліт. Діоген Лаертьський характеризує Архелая, як останнього представника натурфілософії та учителя великого Сократа. До сьогодні не збереглося жодної праці відомого філософа, але нам відомі його філософські теорії, зокрема теорія повітря та безкінечності.
У своїх філософських поглядах Архелай приділяє велику увагу повітрю та безкінечності, як основним чинникам існування всього сущого. На думку Архелая душа людини виникає завдяки повітрю, тобто він притримується матеріалістичній концепції душі.
Архелай також розробив свою натурфілософську концепцію створення світу. Він вважав, що світ виник внаслідок протистояння холодного і гарячого і матеріальний Нус вирішив створити новий світ і примирити постійне ворогування стихій.
Після того як матеріальний Нус створив твердиню, він почав від'єднувати стихії. Спочатку він від'єднав воду і вогонь, з яких виникли нижчі форми існування.
На думку Архелая, людина виникла із нижчих форм існування. Спочатку люди були на одному рівні із тваринами, але потім почали об'єднуватися у групи та створювати невеличкі племена із своїми законами, що допомогло людям виділитися серед інших істот.
На жаль нам невідома точна дата смерті Архелая, про те нам відомо, що він жив у часи Сократа, тобто у V столітті до. н. е, тому імовірно, що Архелай помер у середині 450 років до н. е у Греції.